# Maple Grove (hrabstwo Manitowoc)
Maple Grove – miasto w Stanach Zjednoczonych, w stanie Wisconsin, w hrabstwie Manitowoc.